# آلتيكون
آلتيكون (بالألمانية: Altikon) هي إحدى بلديات مقاطعة فينترتور في كانتون زيورخ في سويسرا. تبلغ مساحتها 7.68 كيلومتر مربع، ويقدر عدد سكانها بـ 676 نسمة (حسب تعداد ديسمبر 2017).